# Obdam vasútállomás
Obdam vasútállomás vasútállomás Hollandiában, Koggenland községben, Obdam településen.

## Vasútvonalak
Az állomást az alábbi vasútvonalak érintik:
- Heerhugowaard–Hoorn-vasútvonal

## Kapcsolódó állomások
A vasútállomáshoz az alábbi állomások vannak a legközelebb:
- Heerhugowaard vasútállomás
- Hoorn vasútállomás